# Etihad Airways
Etihad Airways è la compagnia aerea di bandiera degli Emirati Arabi Uniti e ha sede a Abu Dhabi. Istituita con un regio decreto nel luglio 2003, Etihad ha iniziato le operazioni di volo a novembre dello stesso anno. Il nome deriva dalla parola araba "unione" (الإتحاد al-ittiḥād).
La compagnia effettua oltre 1.000 voli settimanali verso 96 destinazioni sia passeggeri che cargo in Medio Oriente, Africa, Europa, Asia, Australia, America del Nord e America del Sud, con una flotta di 85 aerei Airbus e Boeing. Nel 2012 Etihad ha trasportato 10,3 milioni di passeggeri, con un incremento del 23% rispetto all'anno precedente, ottenendo un fatturato di 4,8 miliardi di dollari e un utile netto di 42 milioni di dollari.
Etihad Airways è la quarta più grande compagnia aerea del Medio Oriente ed è la seconda più grande compagnia aerea degli Emirati Arabi Uniti, dopo Emirates, la compagnia aerea di bandiera di Dubai.
Oltre alla sua attività principale focalizzata nel trasporto passeggeri, Etihad opera anche voli charter e cargo, questi ultimi tramite l'apposita divisione denominata Etihad Chrystal Cargo. L'hub della compagnia è l'Aeroporto Internazionale di Abu Dhabi e la sua sede è collocata nel quartiere Khalifa City A di Abu Dhabi.
Etihad ha registrato il suo primo utile netto per l'intero anno nel 2011 (14 milioni di dollari) in linea con il piano strategico annunciato dall'amministratore delegato James Hogan nel 2006.
Nel dicembre 2011, Etihad con una quota del 29,21%, ha dichiarato di essere diventata azionista di Air Berlin, la sesta più grande compagnia aerea d'Europa, della quale James Hogan è stato nominato vice presidente. Gli investimenti sono proseguiti con quote di minoranza in altre compagnie aeree: Air Seychelles (40%), Aer Lingus (2,987%), Virgin Australia (10 %) e Jet Airways (24%).
Il 1º agosto 2013 James Hogan ha firmato un accordo con Aleksandar Vučić, vice Primo ministro della Serbia, a Belgrado, facendo entrare Etihad nell'azionariato di Jat Airways con una quota del 49%, vettore che, come voluto da Etihad stessa, è stato rinominato Air Serbia dalla fine di ottobre 2013. Il governo serbo mantiene comunque il 51% delle azioni.

Al Dubai Airshow 2013, Etihad ha annunciato di aver acquisito il 33,3% del capitale del vettore svizzero Darwin Airline, che da gennaio 2014 vola come Etihad Regional.
In data 10 agosto 2014, Etihad conclude un accordo per l'acquisizione di un'importante quota di azioni di Alitalia (49%). Ma dopo il referendum del 2017 Etihad ha ceduto le quote di Alitalia.
Dalla sua nascita la compagnia ha ottenuto oltre 30 riconoscimenti internazionali, incentivati anche dalla soddisfazione dei viaggiatori nel servizio globale.
Etihad Airways si è aggiudicata il titolo di "World's Leading Airline" per 5 anni consecutivi: 2009, 2010, 2011, 2012 e 2013.
Il 12 ottobre 2016, il vettore emiratino ha ottenuto le cinque stelle Skytrax.
Nel 2022 Etihad Airways si è aggiudicata il titolo di "Environmental Airline of the Year".

## Storia

### Gli inizi
Etihad Airways venne fondata come compagnia aerea di bandiera degli Emirati Arabi Uniti nel luglio 2003 dallo sceicco Khalifa bin Zayed Al Nahayan con un capitale sociale di circa 500 milioni di dirham.
Il primo servizio commerciale della compagnia venne effettuato il 12 novembre 2003 con un volo Abu Dhabi-Beirut.
Nel giugno 2004, la compagnia aerea investí circa 8 miliardi di dollari nell'acquisto di nuovi aeromobili che comprendevano cinque Boeing 777-300ER, 20 aerei della famiglia Airbus A320 e 4 Airbus A380.
A giugno 2006, Etihad ha raggiunto quota 30 destinazioni, dopo poco meno di 30 mesi di attività. L'obiettivo, raggiunto, della compagnia all'epoca era quello di raggiungere oltre 70 destinazioni nel 2010.
Le destinazioni saliranno a 86 a febbraio 2013 e a 96 a febbraio 2014, risultando la compagnia aerea in più rapida espansione di sempre.

### Lo sviluppo e l'espansione
Al Farnborough Airshow 2008 la compagnia ha effettuato il più grande ordine di aeromobili fino ad allora: 205 aerei, di cui 100 ordini definiti, 55 opzioni e 50 diritti d'acquisto.
Nel 2008, il numero di passeggeri trasportati è salito a quota 6 milioni; il dato è stato diffuso con particolare soddisfazione dai vertici aziendali che lo hanno rapportato a quello del 2004, il quale non si avvicinava nemmeno al mezzo milione di passeggeri e a quello del 2007 che ha sfiorato i 5 milioni di viaggiatori. Nel 2009 i passeggeri sono passati da 6 milioni a 6,3 milioni, che sono saliti a 10,3 milioni nel 2012.
Il 26 agosto 2010 Etihad annuncia un accordo di codesharing con Virgin Australia per raggiungere 44 nuove destinazioni tramite le operazioni del vettore australiano, nel quale entrerà nell'azionariato con una quota del 4,99%. Il 26 gennaio 2011 in una conferenza congiunta Etihad Airways-Virgin Australia viene presentato il nuovo volo su Abu Dhabi da parte del vettore australiano che partirà il mese successivo.
Il 6 giugno 2012 Etihad decide di aumentare le quotazioni in Virgin Australia passando all'8,95% per poi raggiungere il 19,9% l'11 ottobre 2013.
Nel primo trimestre 2012 Etihad stringe accordi di codesharing con Air Seychelles in alcuni voli per l'Europa, dopo che quest'ultima ha disposto l'interruzione dei voli diretti. Il 25 gennaio 2012 i vertici di Etihad, tra cui l'amministratore delegato James Hogan, in una conferenza stampa congiunta con il Governo delle Seychelles hanno annunciato l'acquisto del 40% di Air Seychelles, divulgando il 16 marzo del mese successivo un nuovo piano di riorganizzazione aziendale che prevede l'introduzione di due Airbus A330-200 nella flotta della compagnia e l'apertura da gennaio 2013 di un volo per Pechino, con possibilità di connessioni da Mahé per Johannesburg e viceversa. La compagnia dell'Oceano Indiano sarà inoltre gestita per i cinque anni successivi all'accordo da Etihad Airways.
Il 19 dicembre 2011 Air Berlin annuncia che Etihad Airways è divenuto l'azionista di maggioranza della compagnia con una quota del 29,1% per 73 milioni di euro. Etihad ha dichiarato di aver voluto diventare azionista di maggioranza della compagnia tedesca per poter penetrare maggiormente nel network europeo e tedesco. A gennaio 2012 Air Berlin inizia i voli diretti tra Berlino e Abu Dhabi in codeshare con Etihad portando così a 42 i voli tra Abu Dhabi e la Germania.
A marzo 2012 Etihad annuncia l'acquisizione del programma frequent-flyer della compagnia tedesca, operazione che venne completata a giugno dello stesso anno.
Il 1º maggio 2012 Etihad conferma di essere entrata nel mercato irlandese acquistando una quota del 2,987% di Aer Lingus, siglando con essa accordi di codesharing per i voli tra Dublino e varie destinazioni del network della compagnia irlandese, comprese Londra-Heathrow, Manchester, gli Stati Uniti e i Paesi Bassi. Gli accordi di codesharing, resi noti solo il 30 luglio 2012, furono attivi dal 15 settembre successivo.

### Storia recente
All'inizio del 2013 Etihad pianifica l'acquisizione di una quota della compagnia indiana Jet Airways. Il 29 aprile dello stesso anno la compagnia basata a Mumbai annuncia di essere pronta a cedere il 24% delle quote alla compagnia di Abu Dhabi per 379 milioni di dollari. A causa di una flessione dei passeggeri in India, per la prima volta dal 2009, Etihad ha rallentato le trattative, che si sono poi concluse il 20 novembre 2013.
A marzo 2013 i vertici Etihad ricevettero il Ministro delle Finanze della Serbia, Mlađan Dinkić, che volò ad Abu Dhabi per trattare dell'acquisto di una quota nella compagnia di bandiera serba Jat Airways e per un rinnovamento della flotta. Il mese successivo Etihad confermò l'avvio del volo tra Abu Dhabi e Belgrado in seguito alla cooperazione con il governo serbo, mentre i media riportavano la notizia della possibile firma di un memorandum d'intesa per l'acquisto del 49% di Jat Airways da parte di Etihad a maggio 2013. Il memorandum d'intesa fu poi firmato il 17 giugno, mentre l'acquisto del 49% di Jat Airways avvenne il 1º agosto successivo. L'accordo prevede che il restante 51% della compagnia continui a rimanere del Governo della Serbia ma che Etihad ne assuma il controllo per almeno 5 anni.
Etihad cambiò il nome e marchio di Jat Airways in Air Serbia. Il volo inaugurale di Air Serbia fu un Belgrado-Abu Dhabi il 28 ottobre 2013. La nuova compagnia ereditò la flotta di Jat Airways con lo scopo di rinnovarla completamente entro marzo 2014, con l'arrivo tramite Etihad di 9 nuovi aeromobili tra Airbus A319 e Airbus A320. Etihad ha inoltre ordinato per la controllata serba anche 2 Airbus A320neo, la cui consegna è prevista tra il 2018 e il 2020.
Nel novembre del 2013, durante il Dubai Airshow, la compagnia ha annunciato il suo più grande ordine d'acquisto (199 aeromobili Airbus e Boeing) e 294 motori per un controvalore di 67 miliardi di dollari. Con questa commessa Etihad punta a diventare una delle più grandi compagnie aeree mondiali entro il decennio successivo.
Sempre durante lo show aeronautico di Dubai, Etihad ha annunciato di aver acquistato il 33,3% della compagnia aerea regionale svizzera Darwin Airline. Nonostante il marchio Darwin Airline venga mantenuto, la compagnia svizzera opererà i voli con il marchio Etihad Regional. Etihad ha dichiarato di aver acquisito Darwin per avere una presenza più capillare nel mercato europeo: Etihad Regional, infatti, serve a permettere coincidenze con i voli Etihad in diversi aeroporti europei da aeroporti minori che non hanno il volo diretto di Etihad da Abu Dhabi, per questo verranno aperte diverse rotte da Ginevra, Zurigo, Roma-Fiumicino e Berlino-Tegel nei mesi successivi. Oltre ad alimentare i voli verso Abu Dhabi, Etihad Regional opera anche voli indipendenti. Gli aerei Darwin Airline assumeranno gradualmente la nuova livrea Etihad Regional entro giugno 2014; livrea che riporta comunque la scritta "operated by Darwin Airline".
Nel novembre 2013, Fabrizio Pagani, consigliere economico del presidente del Consiglio Enrico Letta, incontra i vertici di Etihad ad Abu Dhabi e si riannodano le trattative per una alleanza tra Etihad e Alitalia.
Il 19 dicembre 2013 Etihad Airways conferma ufficialmente le trattative in corso con l'ex compagnia di bandiera dell'Italia, Alitalia. Si parla di un investimento di 300 milioni di euro che garantirebbe alla società araba la quota di maggioranza. 
Il 2 febbraio 2014 viene reso noto che tra Alitalia ed Etihad è in corso un negoziato, giunto nella sua fase finale, che potrebbe portare all'investimento della compagnia di Abu Dhabi in quella italiana. L'8 agosto 2014 Etihad ed Alitalia hanno firmato l'accordo nel quale si dice che Etihad investirà in Alitalia 1.758 miliardi di euro, dopo l'approvazione dell'antitrust dell'Unione europea. Con il commissariamento di Alitalia del 2017, Etihad annuncia il proprio disimpegno dalla compagnia.
Il 25 settembre 2014 Etihad Airways e Airbus presentano ad Amburgo il primo Airbus A380 della compagnia tramite una conferenza stampa andata in onda in diretta sul canale YouTube della compagnia. L'Airbus A380 è il primo aereo della compagnia ad avere la nuova livrea, anch'essa presentata in quest'occasione, che nel giro di 3 anni rivestirà tutta la flotta Etihad. Il 3 gennaio 2015, Etihad Airways ha preso in consegna il suo primo Boeing 787-9.
Nel luglio del 2017 la compagnia aerea Darwin Airline è stata ceduta alla holding che detiene Adria Airways la più grande compagnia aerea slovena.

## Identità aziendale

### Proprietà
Etihad è governata da un consiglio di amministrazione composto da 7 componenti non esecutivi indipendenti, 2 sotto-commissioni e un Comitato per il Controllo, ciascuno con un proprio statuto e presidente. I 7 membri del consiglio sono lo sceicco Sua Altezza Hamed bin Zayed Al Nahyan (vice presidente di Etihad e capo del Consiglio di Amministrazione), Mohammed Mubarak Fadel Al Mazrouei, Ahmed Ali Al Sayegh, Mubarak Hamad Al Muhairi, Hamad Abdullah Al Shamsi, Khalifa Sultan Al Suwaidi e George Cheaib.
La compagnia è guidata dall'australiano James Hogan (già amministratore delegato di Gulf Air), che è stato nominato presidente e Amministratore delegato il 10 settembre 2006.

### Sede
La sede della compagnia è situata presso il quartiere Khalifa City A di Abu Dhabi, nei pressi dell'Aeroporto Internazionale di Abu Dhabi. Etihad spese 183,6 milioni di dirham (circa 50 milioni di dollari) per la sua costruzione, con annesso il centro di formazione per i dipendenti che venne inaugurato verso la fine del 2007.

### Società controllate

#### Etihad Cargo
Etihad Cargo è la divisione cargo della compagnia. Fondata nel 2004, opera sia con i 9 aerei esclusivamente destinati al trasporto merci, sia con gli aerei passeggeri, trasportando la merce nella loro stiva. Nota precedentemente come Etihad Crystal Cargo, a giugno 2012 la compagnia decise di rinominarla semplicemente Etihad Cargo. Nel 2012 ha trasportato 368.000 tonnellate di merci, aumentando del 19% le merci trasportate, anche grazie all'aumento del 14% della capacità merci trasportabili per chilometro. Il nuovo sistema di smistamento merci dell'Aeroporto Internazionale di Abu Dhabi permetterà a Etihad di trasportare più di 500.000 tonnellate di merci. Nel gennaio 2017, Etihad ha annunciato il ritiro con la vendita o il leasing dei cinque Airbus A330-200F a causa di un cambio di strategia e della riduzione della capacità di trasporto.

#### Etihad Holidays
Etihad Holidays è il tour operator della compagnia. È specializzato nella vendita di pacchetti turistici con località di partenza Abu Dhabi verso mete europee o asiatiche, o con partenza da Regno Unito o Germania con destinazione mete esotiche dell'Asia, dell'Oceano Indiano o dell'Africa. I voli utilizzati da chi sceglie pacchetti Etihad Holidays sono normali voli di linea Etihad Airways.

### Società controllate in passato

#### Etihad Regional
Etihad Regional è stato il marchio utilizzato da Etihad per operare i voli interni in Europa. Etihad Airways, con l'acquisto del 33,3% di Darwin Airline, ha voluto il controllo completo delle operazioni di volo della compagnia: ne ha ereditato i codici di volo IATA e ICAO e le rotte, cambiandone la commercializzazione da Darwin Airline a Etihad Regional. Darwin Airline continuerà comunque a gestire aeromobili ed equipaggi, anche se non potrà vendere le tratte in quanto sono sotto il controllo Etihad Regional dal 23 gennaio 2014, data in cui ha iniziato le operazioni con un volo da Ginevra a Roma-Fiumicino. Etihad Airways ha fondato Etihad Regional con lo scopo di alimentare i voli per Abu Dhabi dagli scali di Berlino-Tegel, Ginevra, Zurigo e Roma-Fiumicino aprendo diverse rotte da questi aeroporti verso aeroporti minori che non hanno il volo diretto per Abu Dhabi. Quasi tutti gli aerei di Darwin Airline sono stati riverniciati nella livrea Etihad Regional, livrea che comunque presenta nella coda la bandiera della Svizzera, in quanto società basata in Svizzera, e la scritta "Etihad Regional - Operated by Darwin Airline", in italiano "Etihad Regional - Operato da Darwin Airline".

### Etihad Equity Alliance
L'Etihad Equity Alliance è stata una strategia di espansione adottata da Etihad Airways a partire dal 2011, basata sull'acquisizione di partecipazioni di minoranza in diverse compagnie aeree internazionali. L'obiettivo era creare una rete globale alternativa alle tradizionali alleanze aeree, favorendo sinergie operative e commerciali tra i vettori coinvolti.
Tra le compagnie partecipate da Etihad nel corso degli anni figuravano: Air Berlin, Air Serbia, Air Seychelles, Alitalia, Darwin Airline, Jet Airways e Virgin Australia.
A partire dal 2017, a seguito di ingenti perdite finanziarie e dei fallimenti di alcune compagnie partecipate, Etihad ha progressivamente abbandonato la strategia dell’Equity Alliance.
Nel 2020, con la procedura fallimentare e successiva ristrutturazione di Virgin Australia, la partecipazione nella compagnia australiana terminò.
A dicembre 2020, il governo serbo ricapitalizzò Air Serbia, aumentando la sua partecipazione all'82% e riducendo così la partecipazione di Etihad al 18%. La progressiva uscita da Air Serbia si completò nel 2023.
Alla fine del 2023, Etihad aveva dismesso tutte queste partecipazioni.

### Premi e riconoscimenti
Etihad ha ricevuto oltre 30 premi da quando ha iniziato le operazioni di volo nel 2003. Ai World Travel Award 2009 di Londra vinse il premio di "Best Business Class" e di "World's Leading Airline". Quest'ultimo titolo venne assegnato alla compagnia anche nel 2010, nel 2011, nel 2012 e nel 2013, dove ai World Travel Awards si aggiudicò anche il titolo di "World's Leading Airline-First Class".
Nel 2010 ricevette il titolo di "World's Best First Class" da Skytrax, oltre ai riconoscimenti di "Best First Class Catering" e "Best First Class Seat". Nel 2013 Etihad ricevette sempre da Skytrax tutti i premi riguardanti la prima classe, ovvero "Best First Class", "Best First Class Seats" e "Best First Class Catering".

### Livree speciali

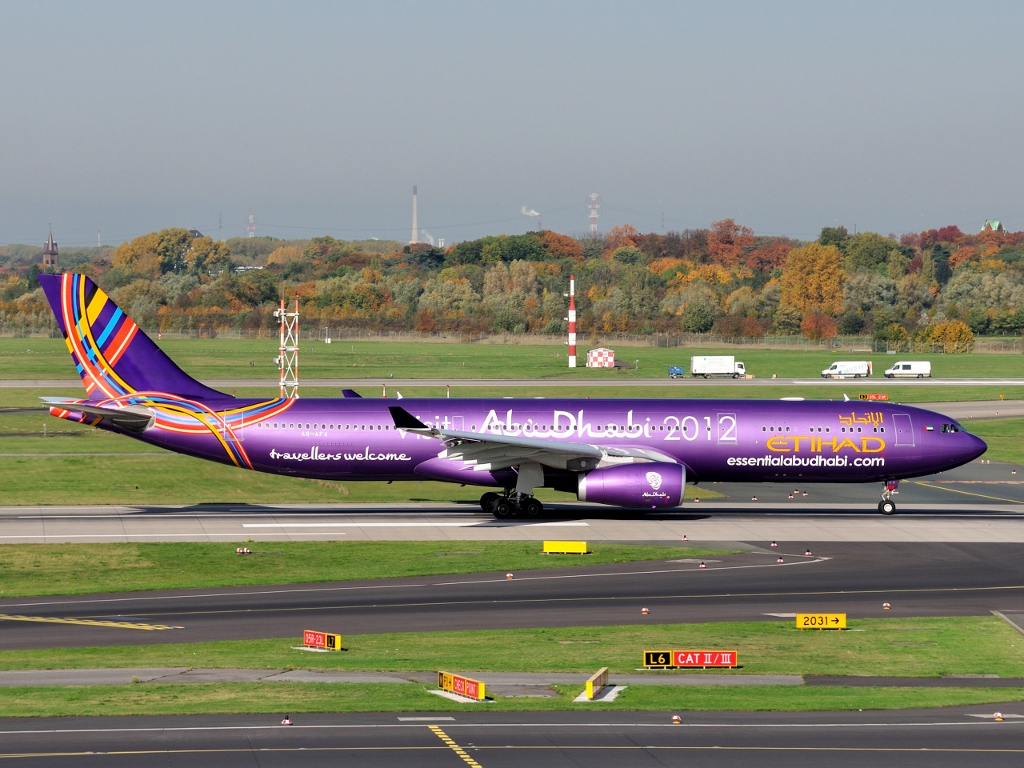
L'Airbus A330-300 A7-AFA nella livrea Visit Abu Dhabi 2012.
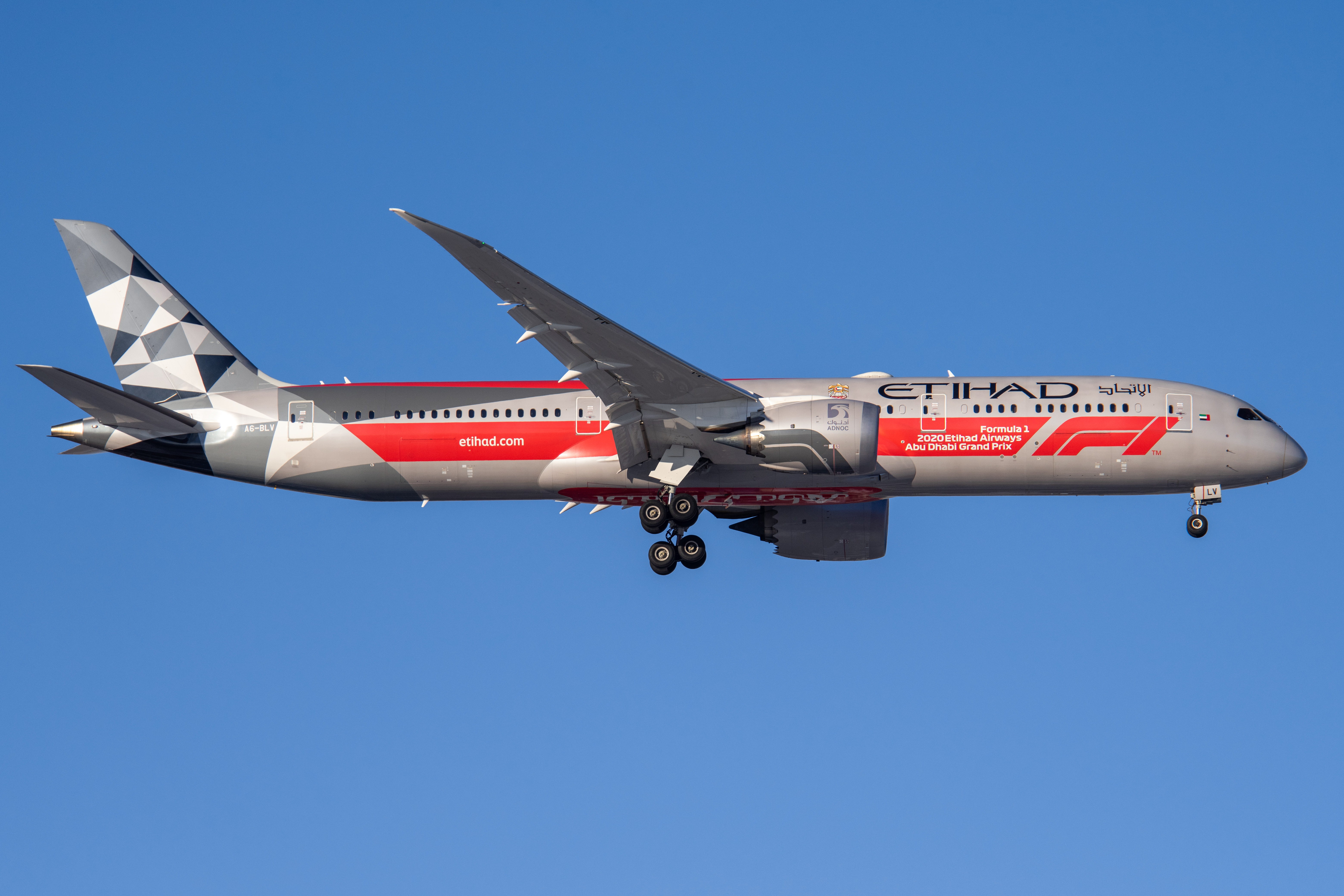
Il Boeing 787-9 A6-BLV in livrea Abu Dhabi Grand Prix.
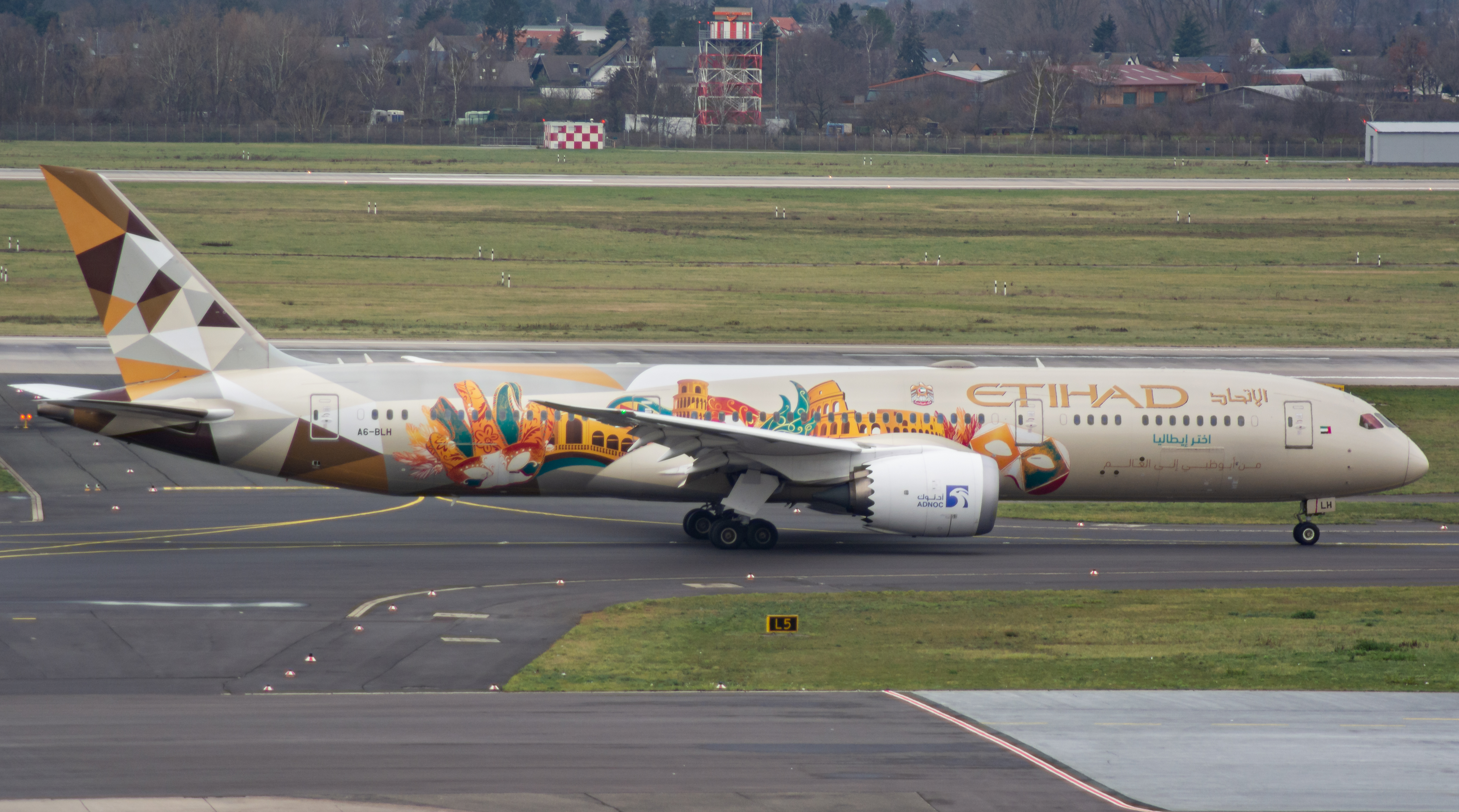
Il Boeing 787-9 A6-BLH in livrea "Choose Italy".
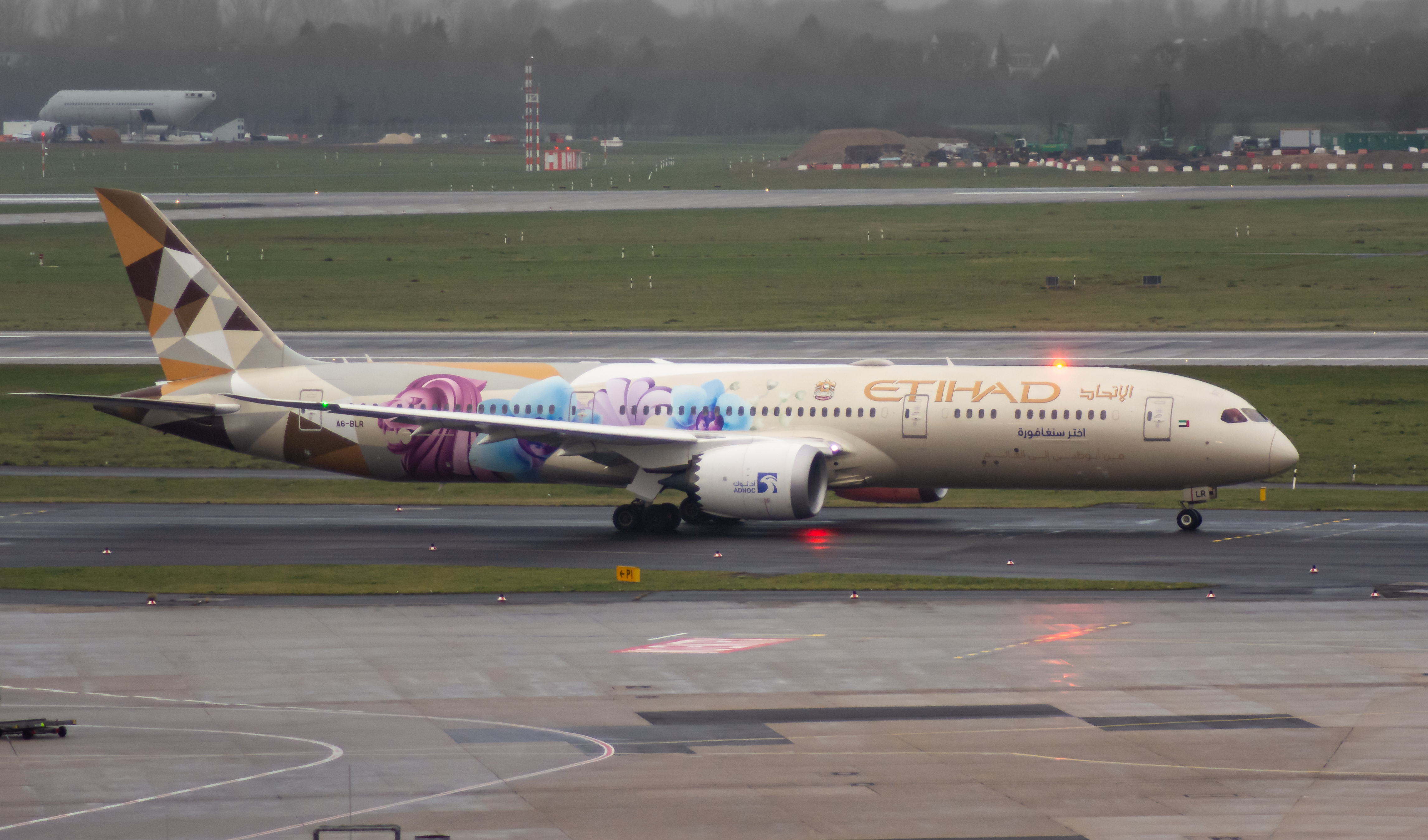
Il Boeing 787-9 A6-BLR in livrea "Choose Singapore".
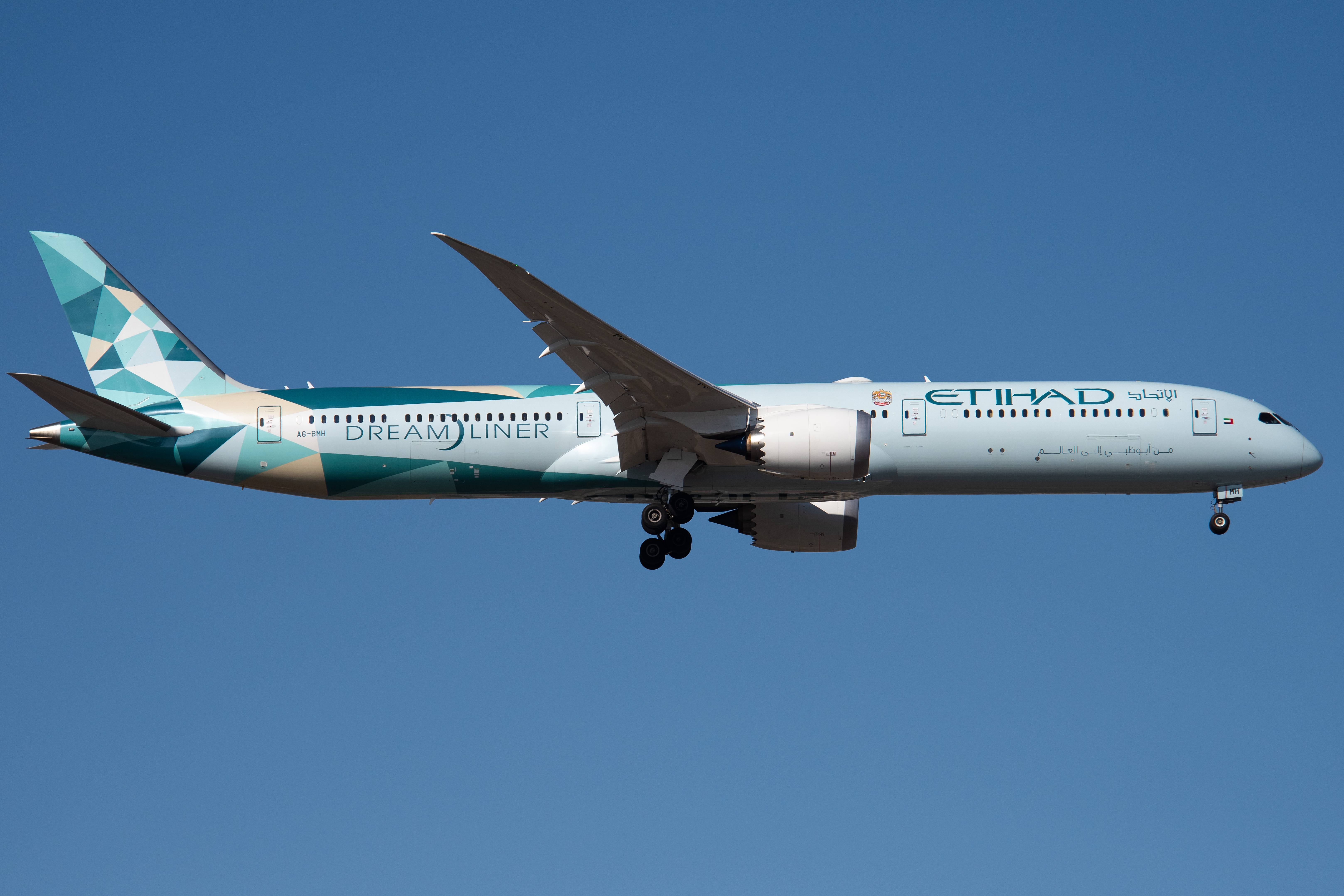
Il Boeing 787-10 A6-BMH in livrea "Greenliner".

### Sponsorizzazioni

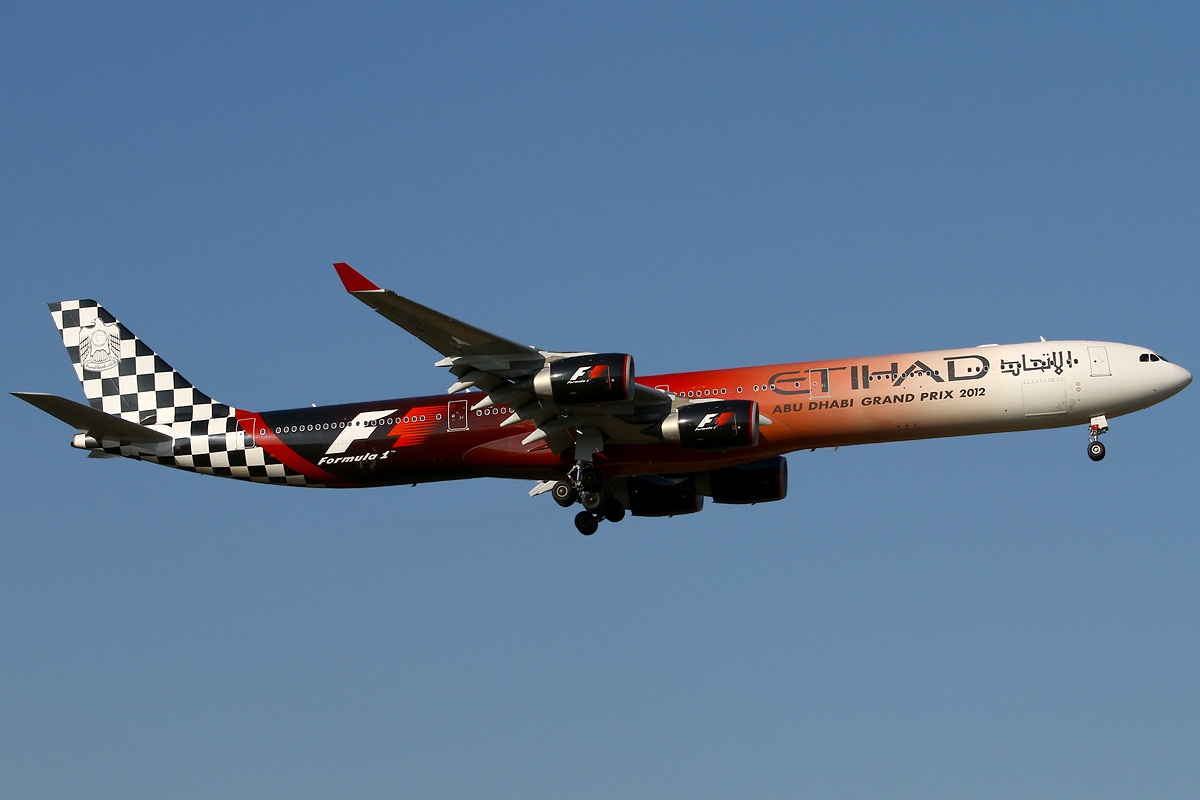
Un Airbus A340-600 Etihad in livrea speciale Formula 1.

Etihad Airways si affacciò per la prima volta nel mondo delle sponsorizzazioni sportive internazionali con la Formula 1, diventando lo sponsor nella stagione 2007 della scuderia olandese Spyker, passando poi dal 2008 sino al 2010 alla Ferrari.
Il 18 dicembre 2007 Etihad annunciò che sarebbe stata sponsor dello Yas Marina Circuit, circuito automobilistico che ha ospitato, a novembre 2009, il primo Gran Premio di Abu Dhabi. Un mese prima del Gran Premio di Formula 1, per pubblicizzare al meglio questo evento, la compagnia ha modificato le livree di 12 aerei a lungo e medio raggio con l'applicazione del logo ufficiale della Formula 1 in varie parti degli aeromobili.
Il 30 luglio 2007 la compagnia ha annunciato che sarebbe divenuta lo sponsor principale della squadra di rugby inglese Harlequin Football Club. La sponsorizzazione comprendeva anche la ridenominazione della tribuna est al Twickenham Stoop Stadium di Londra da Stand East a Stand Etihad. Il logo di Etihad venne dipinto sul tetto della tribuna ed è visibile durante l'atterraggio all'Aeroporto di Londra-Heathrow. L'Harlequins Football Club è stato campione dell'English Premiership dopo aver vinto la stagione 2011-12.
Nel 2008 venne annunciato che lo stadio di Melbourne sarebbe stato rinominato Etihad Stadium. Il cambio di nome divenne effettivo dal 1º marzo 2009.
Il 18 marzo 2008 Etihad annunciò che sarebbe diventata lo sponsor principale dell'All-Ireland Senior Hurling Championship fino al 2010. L'accordo di sponsorizzazione venne poi prolungato fino al 2012 e successivamente esteso fino al 2017.
Nel novembre 2013 Etihad annunciò la sponsorizzazione dell'Anorthōsī Ammochōstou (più conosciuto come Anorthosi Famagosta) del campionato di calcio cipriota.
Il 25 marzo 2014 la compagnia di Abu Dhabi annunció un accordo di partnership con la Major League Soccer, divenendone la compagnia aerea ufficiale.
In passato Etihad fu sponsor di diverse società sportive di Abu Dhabi, come l'Abu Dhabi Rugby Union Football Club, l'Abu Dhabi International Sailing School, l'Abu Dhabi International Marine Sports Club e anche l'Al-Jazira Club.

## Destinazioni
Etihad Airways vola verso 65 destinazioni in più di 40 paesi in 5 continenti dal suo hub principale ad Abu Dhabi.

### Accordi commerciali
Al 2022 Etihad Airways ha accordi di code-share con le seguenti compagnie:
- Aegean Airlines
- Aer Lingus
- Aerolíneas Argentinas
- Air Astana
- Air Canada
- Air Europa
- Air France
- Air Malta
- Air New Zealand
- Air Serbia
- Air Seychelles
- airBaltic
- All Nippon Airways
- Asiana Airlines
- Avianca
- Azerbaijan Airlines
- Bangkok Airways
- Belavia
- Brussels Airlines
- China Eastern Airlines
- Czech Airlines
- EgyptAir
- Garuda Indonesia
- Gulf Air
- Hong Kong Airlines
- Ita Airways
- JetBlue
- Kenya Airways
- KLM
- Korean Air
- Kulula.com
- Kuwait Airways
- Lufthansa
- Malaysia Airlines
- Middle East Airlines
- Montenegro Airlines
- Oman Air
- Pakistan International Airlines
- Precision Air
- Royal Air Maroc
- Royal Jordanian
- S7 Airlines
- Saudia
- Scandinavian Airlines
- Saudia
- SNCF (ferrovie francesi)
- SriLankan Airlines
- Swiss International Air Lines
- TAP Air Portugal
- Turkish Airlines
- Vietnam Airlines
- Virgin Australia

## Flotta

### Flotta attuale

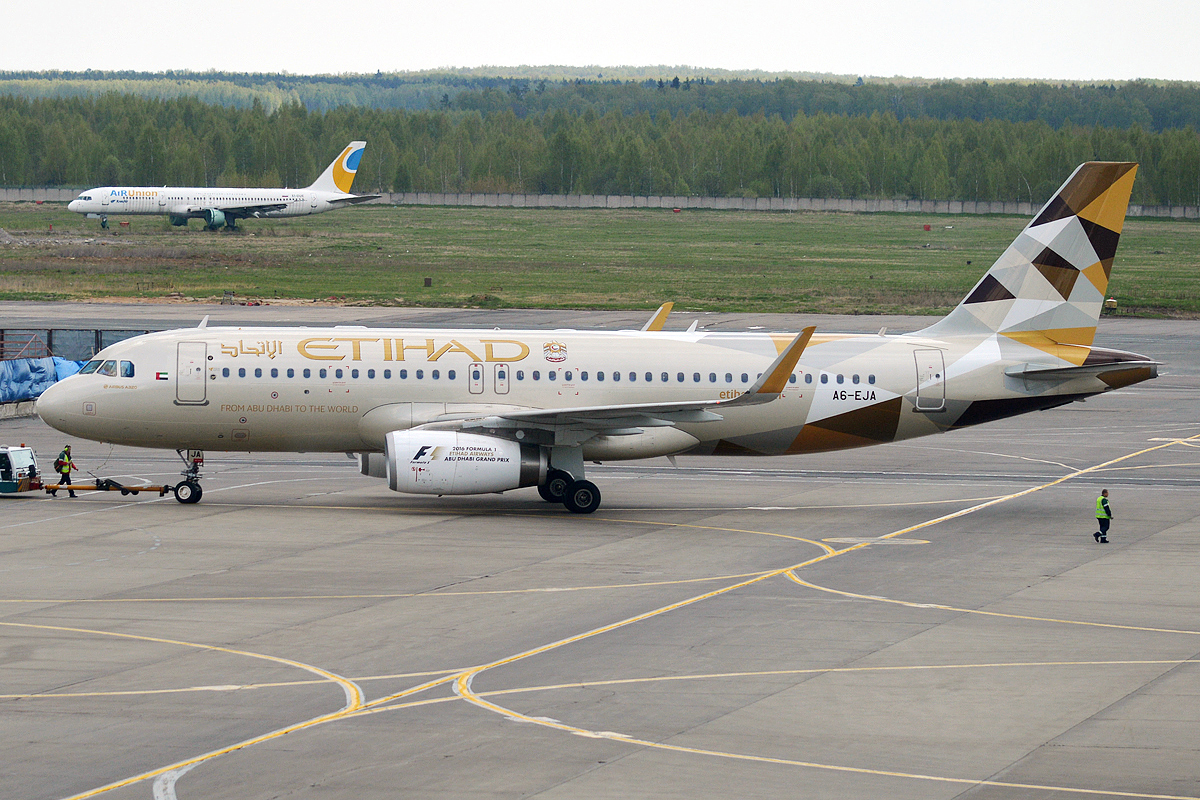
Un Airbus A320-200.

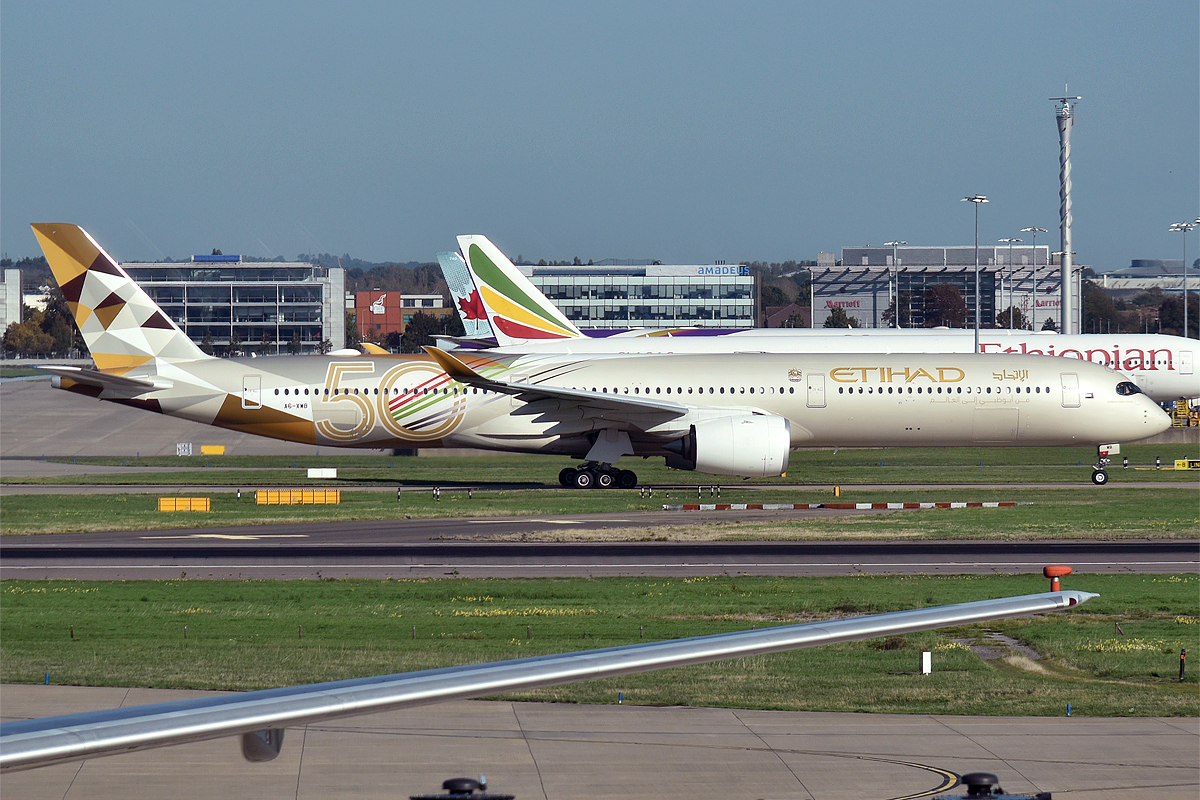
Un Airbus A350-1000.

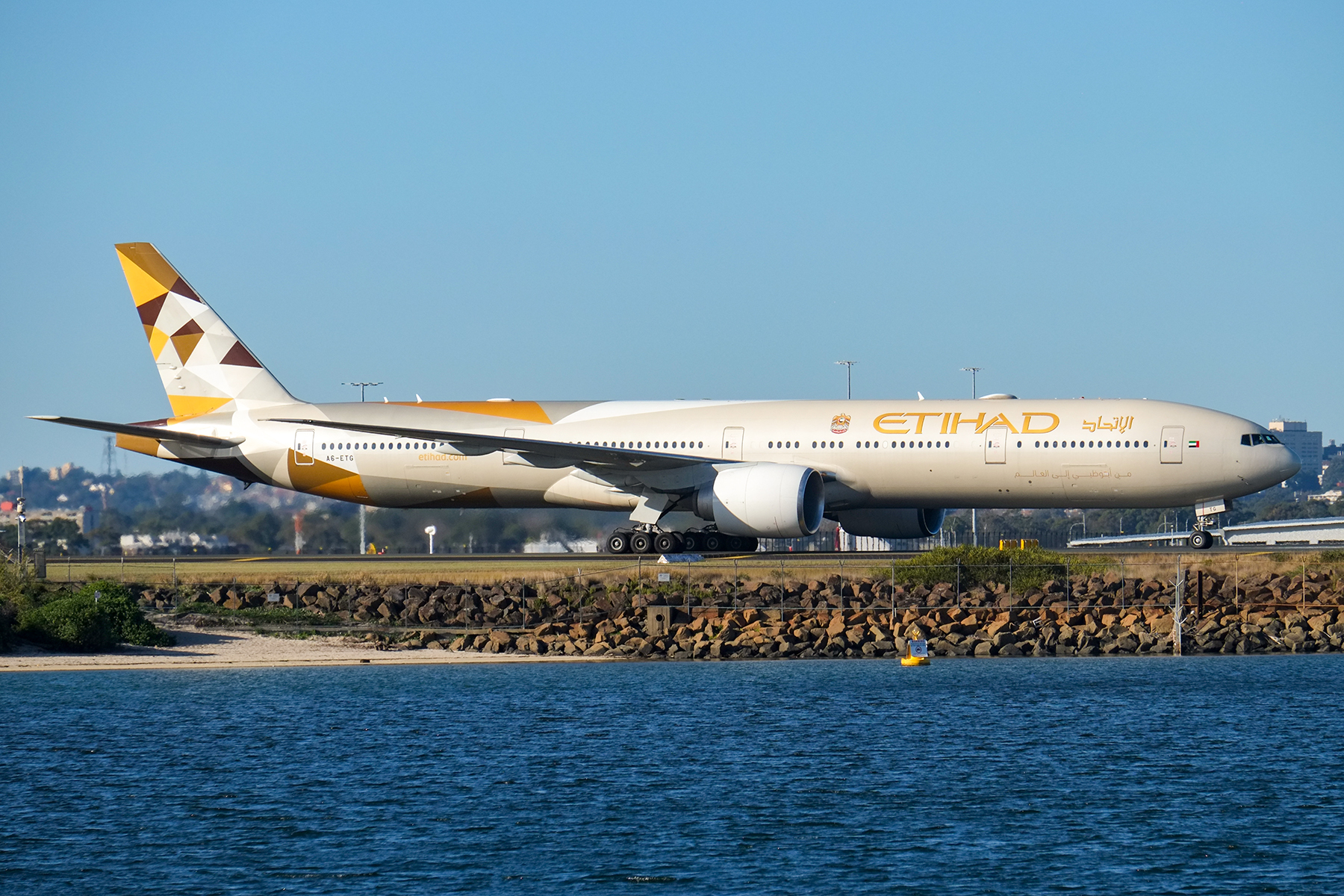
Un Boeing 777-300ER.

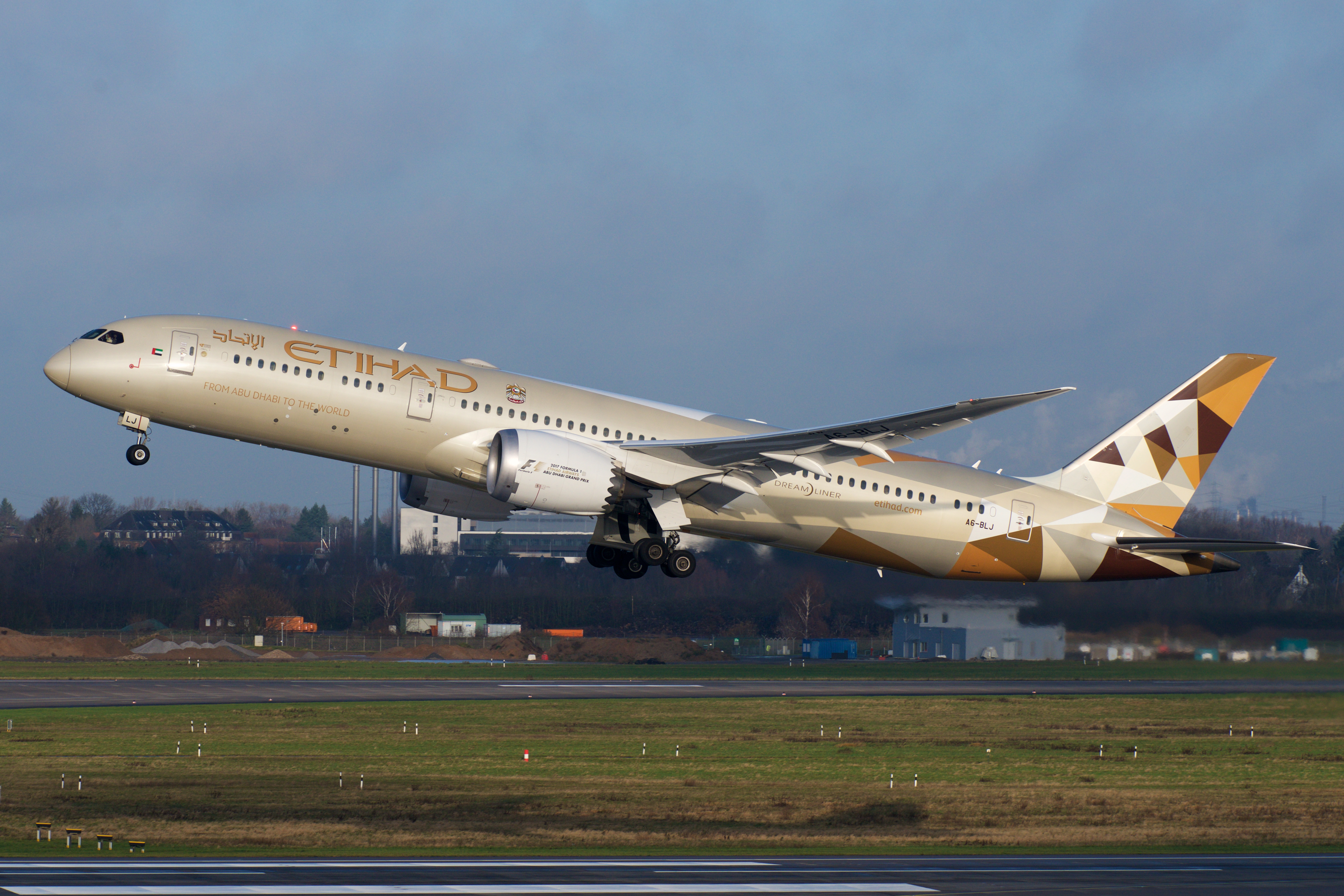
Un Boeing 787-9.

A maggio 2025 la flotta di Etihad Airways è così composta:

### Flotta storica

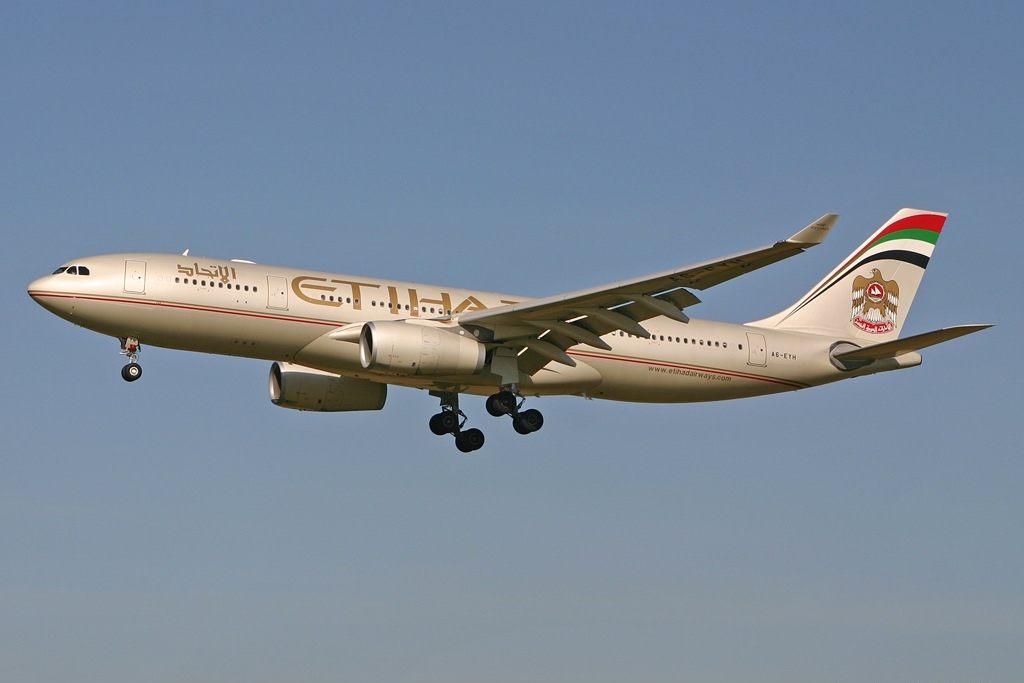
Un Airbus A330-200 nel 2007.

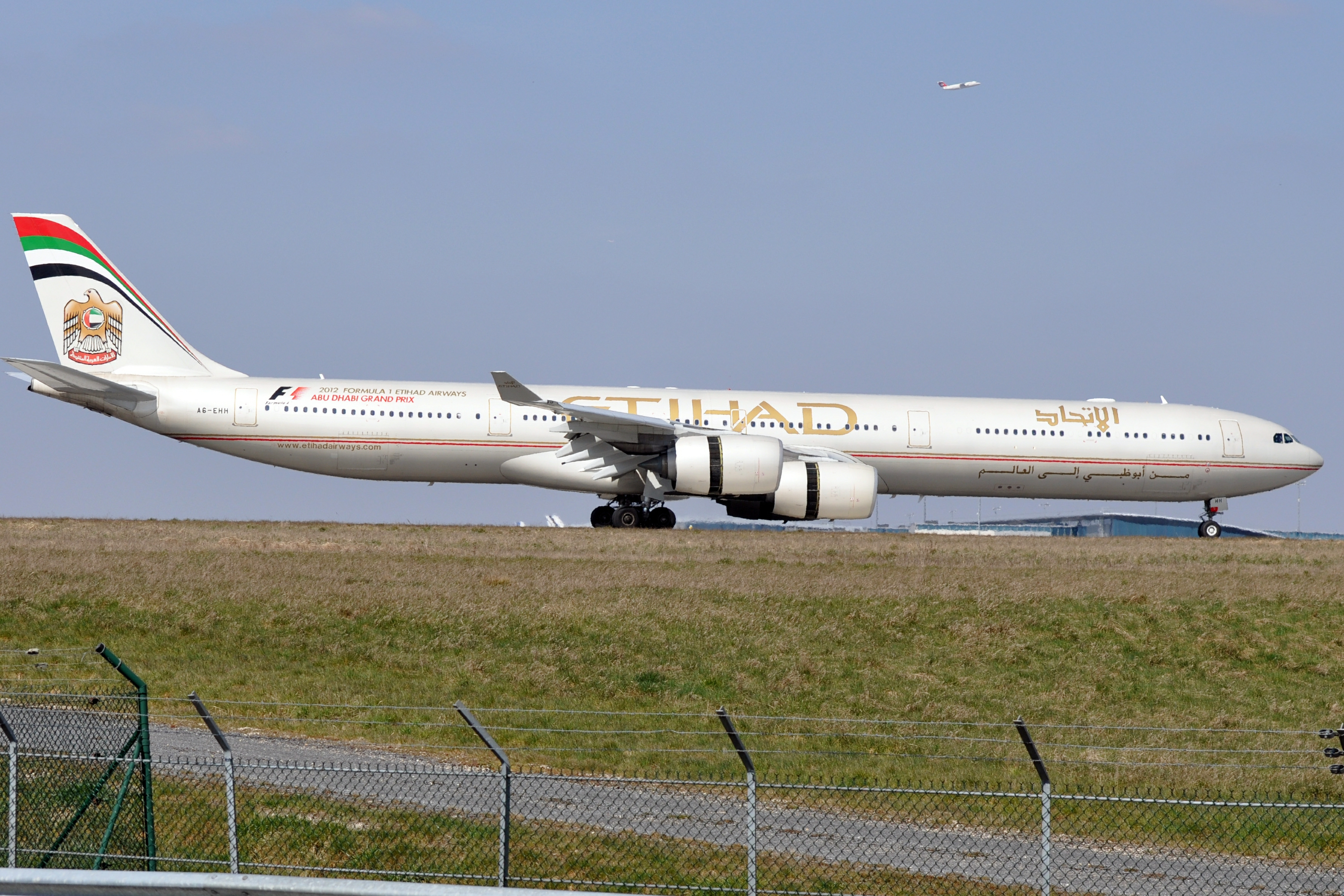
Un Airbus A340-600 nel 2013.

Etihad Airways operava in precedenza con i seguenti aeromobili: